# 黎明 (马来西亚艺人)
拿督黎明，AMN（英語：Lai Meng，1928年9月29日—2018年5月6日），原名黎桂润（英語：Lai Kwai Yoon），马来西亚资深女艺人。她被尊称为「黎明姨」，2013年7月接受彭亨苏丹阿末沙赐封拿督勋衔，是继丹斯里杨紫琼之后，第二位受封拿督勋衔的大马华裔艺人。

## 简历
黎明原名黎桂润，于1928年9月29日出生在马来西亚柔佛州文律。因是陪伴大马三代华人成长的国宝级艺人，因此大马华裔都尊称她为“黎明姨”。

### 演艺生涯
黎明姨因喜欢唱歌，她在马六甲参加明星慈善社的歌咏队，认识了伯乐海洋，引荐成为歌星。当时《欢乐歌台》复办，21岁时的黎明姨正式踏上吉隆坡欢乐歌台的台板，成为跑歌台的歌星，之后也被请到新加坡凤凰歌台表演。
1949年，她在吉隆坡BB Plaza歌台（金河广场一带）开始歌唱生涯，并以“黎明”艺名出道。后来和韩瑛、海洋和黄河四人组成歌台班底，演唱男女对唱的情歌，深受欢迎。
1952年，翡翠广播电台台主施祖贤慧眼识四宝，邀他们到电台录制广播剧。她的第一部广播剧是客家剧《客人卖女儿》，而真正一尝走红滋味的是他们四人合演的《四喜临门》方言谐剧，四人各操一种方言，展现大马语言多元化。
1962年，一位印尼华侨片商看中了他们的高人气，邀他们拍电影，戏名叫《有求必应》，这也成为大马第一部中文（方言）电影。
1964年，国营电视台（RTM）成立，4人于翌年加盟电视台，正式进军电视圈，并把过去广播剧的题材，以话剧形式重新演出，取名《四喜临门》（Empat Sekawan）。
1978年，黎明获时任国家最高元首端姑雅亚柏特拉赐封“护国有功勋章”（Ahli Mangku Negara，AMN）勋衔。
1988年，加入HVD，拍摄了多部电视作品，第一部作品为《城市妙人》。
2008年，凭《钱不够用2》热泪的精湛演技，让她成功入围第45届金马奖最佳女配角。
2011年，以黎明一生为故事蓝本的歌舞剧《杜鹃花的黎明》展开巡回演出。
2012年，83岁的黎明成为大马表演资历最长的艺人，夺得“最资深艺人”奖项，名留《大马纪录大全》。
2013年，黎明姨获得彭亨州苏丹赐封拿督勋衔，同时获得第一届《金筝奖》先锋奖，也被列入《中华名人录》“卓越华人”行列。
2017年，荣获马来西亚第一届金环奖终身成就奖。

## 晚年生活
黎明姨于2016年因在家摔倒，致使她需要长期坐轮椅，她也停止了表演。在2017年11月，经过再三考虑后，黎明姨在儿子叶茂竹及干儿子王凯旋为她举办的晚宴上宣布自己即将荣休。黎明姨开心表示，「看到大家，我心里很甜，欢迎大家的来临， 我相信我会欢喜到不会说话，只会笑。」
2018年1月27日，黎明姨正式荣休，在她的荣休晚宴上得到了娱乐界其他艺术家和朋友的热烈欢迎，有逾百位大马艺人到场祝贺。黎明姨对此喜极而泣说：「我90岁了，这些年没有赚到什么，却赚到几个很好的干儿女，还有很关心、很爱护我的观众们，我可以说此生无悔了，这是我的幸运。」

### 逝世
2018年4月30日，黎明姨传出因中风紧急入院。5月1日，其兒子叶茂竹向大众證實，其母親日前因腎功能衰竭導致水腫才進院接受治療，並澄清她目前的病情穩定，只是身體非常弱。5月6日晚，黎明姨還是不敵病情離開人世，享年90岁，其好友马来西亚华星艺术团团长叶啸在5月7日的个人脸书上证实此消息。兒子叶茂竹也在同日证实了黎明姨与世长辞。
其家属从5月12日在富贵纪念馆设灵，娱乐圈逾百位好友，包括郑锦昌、江梦蕾、陈美娥等皆前去吊唁。之后在5月16日早上10时开始进行举殯仪式，将黎明姨的灵柩送往士毛月富贵山庄「黎明苑」安葬。
在黎明姨去世之前，她很想最后一次为影迷表演。她的干儿子王凯旋决定通过开拍电影《妈妈好》来实现她的愿望。然而，在电影拍摄之前，黎明姨突然中风入院，之后逝世。为了完成干妈的心愿，王凯旋找来了黎明姨的干女儿，余丽莎诠释妈妈这个角色，并汇集了50位本地影视明星完成这部作品。导演王凯旋坚持让《妈妈好》定在2019年5月30日上映，除了当日是双亲节的月份，也是黎明姨离开的一周年。

## 荣誉[12]
- 1978年：获最高元首赐封AMN勋衔。
- 2008年：入围《第45届金马奖》最佳女配角
- 2010年：ntv7《金视奖》辉煌成就奖。
- 2012年：以大马表演资历最长的艺人获颁「最资深艺人」奖项，留名《大马记录大全》。
- 2013年：获彭亨苏丹阿末沙赐封拿督勋衔。同时也被列入《中华名人录》「卓越华人」行列，表扬她对社会所作贡献之华人

- 2017年：马来西亚《金环奖》终身成就奖。